# Ordo Beatae Mariae de Mercede Redemptionis Captivorum
Ordo Beatae Mariae de Mercede Redemptionis Captivorum, ungefär Den saliga och nåderika Marias orden för de fängslades frälsning, är en romersk-katolsk mendikantorden, grundad 1218 av Peter Nolasco i Barcelona i dåvarande Kungariket Aragonien med uppgift att friköpa kristna fångar. Orden är öppen för både män och kvinnor. Utöver de vanliga tre löftena för en klosterorden avlägger dess medlemmar ett fjärde löfte: att om nödvändigt dö för den som befinner sig i fara för att förlora sin tro. Orden finns i sjutton länder. 
Från 1500-talet till 1800-talet spelade orden en viktig roll för att köpa tillbaka offer för slavhandeln i barbareskkusten. 